# Liliom

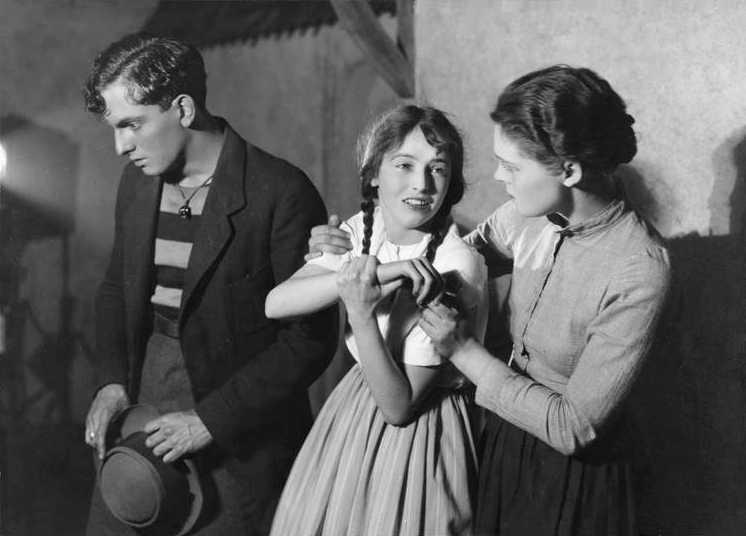
Joseph Schildkraut, Evelyn Chard i Eva Le Gallienne w sztuce Liliom (1921)

Liliom – sztuka z 1909 napisana przez węgierskiego dramatopisarza Ferenca Molnára. Cieszyła się dużym uznaniem w latach 20. XX wieku; współcześnie najbardziej znana jest w musicalowej adaptacji Richarda Rodgersa i Oscara Hammersteina Carousel (1945).